# Episodi di My Adventures with Superman
La serie animata My Adventures with Superman è basata sul personaggio di Superman di DC Comics. Andata in onda originariamente negli Stati Uniti sul canale Adult Swim, la serie è composta da due stagioni. La prima stagione è andata in onda dal 7 luglio al 1º settembre 2023; la seconda stagione è andata in onda dal 26 maggio al 21 luglio 2024. Entrambe le stagioni sono costituite da dieci episodi ciascuna.
| nº               | Titolo                          | Prima TV          |
| Prima stagione   | Prima stagione                  | Prima stagione    |
| ---------------- | ------------------------------- | ----------------- |
| 1                | Adventures of a Normal Man      | 7 luglio 2023     |
| 2                | Adventures of a Normal Man      | 7 luglio 2023     |
| 3                | My Interview with Superman      | 14 luglio 2023    |
| 4                | Let's Go to Ivo Tower, You Say  | 21 luglio 2023    |
| 5                | You Will Believe a Man Can Lie  | 28 luglio 2023    |
| 6                | My Adventures With Mad Science  | 4 agosto 2023     |
| 7                | Kiss Kiss Fall in Portal        | 11 agosto 2023    |
| 8                | Zero Day                        | 18 agosto 2023    |
| 9                | Zero Day                        | 25 agosto 2023    |
| 10               | Hearts of the Fathers           | 1º settembre 2023 |
| Seconda stagione |                                 |                   |
| 1                | More Things in Heaven and Earth | 26 maggio 2024    |
| 2                | Adventures with My Girlfriend   | 26 maggio 2024    |
| 3                | Fullmetal Scientist             | 2 giugno 2024     |
| 4                | Two Lanes Diverged              | 9 giugno 2024     |
| 5                | Most Eligible Superman          | 16 giugno 2024    |
| 6                | The Machine Who Would Be Empire | 23 giugno 2024    |
| 7                | Olsen's Eleven                  | 30 giugno 2024    |
| 8                | The Death of Clark Kent         | 7 luglio 2024     |
| 9                | Pierce the Heavens, Superman!   | 14 luglio 2024    |
| 10               | My Adventures with Supergirl    | 21 luglio 2024    |

## Adventures of a Normal Man
- Diretto da: Jen Bennett (parte 1), Diana Huh (parte 2)
- Scritto da: Josie Campbell, Brendan Clogher e Jake Wyatt (parte 1), Cynthia Furey (parte 2)
- Spettatori (milioni): 0,21[3]
- Codice di produzione: 101 e 102[1]

### Trama
Parte 1: A Smallville, Kansas, un giovane Clark Kent risveglia il potere del volo e la super forza per salvare una donna e il suo bambino da un incidente d'auto. Anni dopo, a Metropolis, Clark e il suo compagno di stanza Jimmy Olsen, uno studente di fotografia e teorico della cospirazione aliena, iniziano il loro primo giorno come stagisti per il Daily Planet. Assegnati alla stagista senior Lois Lane, lei li convince ad aiutarla a indagare su un furto di tecnologia di livello militare. Sotto la guida della Newskid Legion di Flip Johnson, il trio trova i ladri che caricano robot militari al molo. Il leader dei ladri, Leslie Willis, scatena un robot per attaccarli. Clark scompare dalla vista e ritorna sotto mentite spoglie per distruggerlo. Mentre Willis attiva i robot rimanenti per combattere Clark, Lois li disattiva con successo mentre risveglia la sua super velocità per distruggere l'ultimo robot. Nonostante i loro sforzi, il caporedattore Perry White si rifiuta di pubblicare la storia basata sulle foto sfocate di Jimmy senza prove reali dell'esistenza del nuovo metaumano che Lois ha soprannominato "Superman". Una volta che il trio fa amicizia, Lois invita i ragazzi ad aiutarla a ottenere un'intervista esclusiva con Superman.
Parte 2: Mentre Lois segue ostinatamente il furto del robot per trovare una pista su Superman, Clark torna a Smallville per indagare sul suo passato e comprendere i suoi nuovi poteri. Dissotterrando la capsula spaziale che lo ha portato sulla Terra, Clark attiva un ologramma alieno e ha visioni di un pianeta alieno nel mezzo di una guerra spaziale che viene distrutta. Dopo che Clark ha ottenuto nuovi vestiti alieni da quest'ultimo, sua madre Martha Kent aggiunge una cintura e dei pantaloncini per completare il look. Nel frattempo, Willis viene braccata dall'organizzazione a cui ha rubato la tecnologia robotica chiamata Task Force X e organizza un incontro con l'agente capo Slade Wilson. Quando Willis minaccia di far esplodere degli esplosivi nelle fogne della città se continuano a darle la caccia, l'interruzione a sorpresa di Lois e Jimmy trasforma l'incontro in una corsa per il detonatore. Willis rivela la sua super tuta elettrica per combattere Wilson finché Superman non arriva per sottometterla. Wilson danneggia il cristallo del potere della sua tuta, portando Superman a distruggerlo dopo che gli ha dato un'altra visione della guerra spaziale. Sebbene le foto nitide di Jimmy convincano Perry a pubblicare la storia, dà la firma a giornalisti dello staff non coinvolti. Più tardi, Wilson tortura Willis in un sito nero per avere informazioni su Superman.

## My Interview with Superman
- Diretto da: Jen Bennett
- Scritto da: Aman Adumer
- Spettatori (milioni): 0,17[3]
- Codice di produzione: 103[1]

### Trama
Mentre Lois tenta di intervistare Superman, Clark fatica a capire come aiutarla proteggendo la sua identità segreta. Tuttavia, gli stagisti devono anche vedersela con i reporter "Scoop Troop" del Daily Planet, a cui Perry ha attribuito la loro storia di Superman: Steve Lombard, Cat Grant e Ronnie Troupe. Nel frattempo, Mist e il suo amico Rough House usano la tecnologia ottenuta da Willis per far uscire di prigione sua sorella Siobhan McDougal e dotarla della tecnologia sonica per ricostruire la loro piccola squadra Intergang. Nonostante i dubbi di Clark, gli stagisti si spacciano per Scoop Troop per indagare su Siobhan, scoprendo un indizio per il prossimo colpo di Intergang. Quando Intergang tenta di rapinare la Metropolitan City Bank, il cristallo di potere del loro cannone di ghiaccio non funziona correttamente e inizia a congelare tutto nelle vicinanze. Vedendo Lois e Jimmy in pericolo, Superman risveglia la sua visione del calore e distrugge il cristallo, concedendogli la visione di un esercito di robot invasori. Mentre Wilson si atteggia a EMT per prendere segretamente in custodia l'Intergang sconfitto, Superman accetta l'intervista di Lois e rivela che sta ancora cercando di capire se stesso, ma è impegnato a salvare le persone. Tuttavia, con suo sgomento, Lois in seguito dice a Clark che sospetta che Superman stia mentendo.

## Let's Go to Ivo Tower, You Say
- Diretto da: Kiki Manrique
- Scritto da: Josie Campbell e Brendan Clogher
- Spettatori (milioni): 0,18[3]
- Codice di produzione: 104[1]

### Trama
Perry incarica gli stagisti di coprire il gala dell'AmazoTech tenuto dal CEO, il dottor Anthony Ivo. Lois viene snobbata dai partecipanti per le sue domande invasive mentre Clark si imbatte in una discussione tra Ivo e il suo presidente, Curtis, riguardo al consiglio di amministrazione che ha votato per Ivo. Espulsa dalla sicurezza di Ivo, Lois riporta Clark dentro. Si aprono l'uno all'altro prima di scoprire una stanza tecnologica segreta che collega Ivo a Willis e Intergang. Un Ivo arrabbiato mostra l'armatura Parasite 1.0 e tenta di uccidere Curtis. Clark diventa Superman per salvare Curtis mentre Ivo intrappola i partecipanti nell'Amazo Panic Room per farli assistere alla sua sopraffazione su Superman. Rendendosi conto che l'armatura assorbe energia dai suoi attacchi, Superman smette di combattere Ivo direttamente mentre Lois e Jimmy disattivano la Panic Room. Con la tuta depotenziata, Superman la rimuove da Ivo, che si è deformato a causa degli effetti collaterali della tuta. Con Ivo sotto le cure dell'EMT, gli stagisti tornano e trovano la stanza segreta vuota. Lois bacia Clark, considerando la serata un appuntamento. Più tardi, dopo aver presentato la sua denuncia su Ivo, Lois trova un articolo strappato di un tabloid che coinvolge avvistamenti di miracoli nel Kansas nel cappotto di Clark. Dopo aver rielaborato la sua tabella delle prove, Lois conclude che Clark è Superman.

## You Will Believe a Man Can Lie
- Diretto da: Diana Huh
- Scritto da: M. Willis, Cynthia Furey e Aman Adumer
- Spettatori (milioni): 0,20[4]
- Codice di produzione: 105[1]

### Trama
Sperando di confessare i suoi crescenti sentimenti per Lois, Clark chiede il suo aiuto per sviluppare una storia sulla tecnologia militare rubata che si diffonde in tutta Metropolis e su un misterioso individuo che rapisce chiunque la usi. Tuttavia, la vede come un'opportunità per smascherarlo come Superman. Usando un vecchio scanner per dispacci, insegue Superman mentre sventa vari crimini prima di incontrarlo finalmente dopo aver sconfitto Heat Wave, un altro criminale potenziato dalla tecnologia rubata. Mentre Superman è distratto, Heat Wave fugge, credendo che ci sia lui dietro i rapimenti. Dopo aver accompagnato Lois al Daily Planet per tenerla al sicuro, affronta nuovamente Heat Wave e scopre che il vero colpevole dietro i criminali rapiti è un Wilson corazzato aiutato da robot simili usati da Willis. Il loro successivo combattimento mette presto in pericolo i civili, portando i superiori di Wilson, il generale e Amanda Waller, a ordinargli di ritirarsi in modo che Superman possa salvarli. Dopo essere tornata da Lois, costringe Clark a rivelarle la sua identità segreta e rimane sconvolta. Nel frattempo, Jimmy è deluso nell'apprendere che Clark e Lois non sono riusciti a partecipare a un viaggio in campeggio programmato per indagare con lui sugli avvistamenti di Bigfoot. Va da solo, ma un grosso gorilla lo rapisce.

## My Adventures With Mad Science
- Diretto da: Kiki Manrique
- Scritto da: Aman Adumer, Angela Entzminger e Cynthia Furey
- Spettatori (milioni): 0,21[3]
- Codice di produzione: 106[1]

### Trama
Dopo aver fallito nel localizzare Jimmy, Clark chiede aiuto a Lois. Nonostante sia ancora arrabbiata con lui, lei è d'accordo. Perlustrando il bosco, i due trovano un'installazione militare abbandonata chiamata Area 52, ma dopo aver attraversato la recinzione, i poteri di Clark vacillano a causa dell'area esposta alla radiazione solare rossa prima di essere inseguiti dai robot OMAC. Nel frattempo, all'interno dell'Area 52, Jimmy incontra e fa amicizia con il gorilla Monsieur Mallah e il suo partner Brain. I due rivelano di aver originariamente lavorato per il Progetto Cadmus, un ramo della Task Force X focalizzato sullo sviluppo di tecnologie futuristiche, prima che quest'ultima organizzazione li tradisse e facesse irruzione nell'Area 52. Da allora, Brain e Mallah hanno tentato di creare un wormhole per accedere altre dimensioni in cui saranno accettati. Alla fine, violando l'Area 52, Clark e Lois si riconciliano tra loro e con Jimmy, che rivela di conoscere l'identità segreta di Clark, prima di unirsi a Brain e Mallah per sconfiggere gli OMAC. Aprendo con successo il loro wormhole, Brain avverte Clark che la Task Force X lo sta inseguendo prima di partire con Mallah. Qualche tempo dopo, il generale recluta Ivo per aiutarlo a usare la tecnologia di Cadmus per uccidere Superman.

## Kiss Kiss Fall in Portal
- Diretto da: Jen Bennett
- Scritto da: Paul Chang, Cynthia Furey e Aman Adumer
- Spettatori (milioni): 0,19[3]
- Codice di produzione: 107[1]

### Trama
Dopo che Clark mostra a Lois e Jimmy la sua astronave e chiarisce la sua origine aliena incompleta, Clark e Lois pianificano il loro primo appuntamento. Tuttavia, viene interrotto da Mister Mxyzptlk, un diavoletto multiversale che lo inganna facendogli aiutare a rubare un registratore da un museo sulla Terra-1, rivelando che Clark proviene dal pianeta Krypton nel processo. Nel frattempo, Lois e Jimmy vengono reclutati dalla "League of Lois Lanes" multiversale per aiutarli a fermare Mxyzptlk e Clark. Insospettita delle loro intenzioni, Lois cerca nei loro file, incappando nel "File X" oscurato. Dopo averli trovati, la Lega attacca Clark mentre Mxyzptlk dirotta la nave della Lega e si reca al loro quartier generale con il registratore e l'aiuto di Lois. Mentre lei ruba il File X originale, lui recupera il suo cappello, riacquista tutta la sua forza e provoca il caos finché Superman non lo distrae, permettendo a Lois di depotenziarlo e Jimmy di trattenerlo. Mentre la Lega arresta Mxyzptlk, la controparte di Jimmy, Jalana, riporta segretamente gli stagisti sulla loro nativa Terra-12, dove Clark e Lois finiscono il loro appuntamento. Successivamente, apre il File X e trova registrazioni del malvagio universo alternativo di Supermen e un campione di un cristallo verde, successivamente identificato come Kryptonite, utilizzato dalla Lega per ferire Superman.

## Zero Day
- Diretto da: Diana Huh (parte 1), Kiki Manrique (parte 2)
- Scritto da: Cynthia Furey (parte 1), Aman Adumer (parte 2)
- Spettatori (milioni): 0,18 (parte 1),[5] 0,20 (parte 2)[6]
- Codice di produzione: 108 e 109[1]

### Trama
Parte 1: Il generale usa collari antiurto per reclutare con la forza Willis, Intergang e Heat Wave per aiutare Wilson e Ivo a catturare Superman. Nel frattempo, dopo aver sviluppato un super-udito e aver sentito tutti a Metropolis chiedere aiuto, Clark si dà da fare per aiutare tutti e presto diventa privato del sonno e indebolito. Quando la giornalista della Gotham Gazette Vicki Vale arriva per coprire le sue attività, Lois è entusiasta di incontrarla. Lois rimane delusa quando Vale intervista l'ex assistente di Ivo, Alex, per pubblicare una storia distorta che diffama Superman come una minaccia. Superman salva un Mist invisibile dall'essere investito da un camion ma provoca accidentalmente un incidente, mettendo l'opinione pubblica contro di lui. Mist dice che la Task Force X ha rapito Siobhan e Superman si offre di salvarla, solo per essere condotto in una trappola e attaccato dal gruppo. Sebbene resista nonostante il suo stato indebolito, Superman alla fine viene messo KO da Willis e Ivo tramite la sua armatura parassita potenziata. Il Generale impedisce a Ivo di ucciderlo perché vuole interrogare Superman. Mist si rammarica di aver attirato Superman nella trappola mentre Lois e Jimmy si precipitano sulla scena, ma arrivano e vedono il gruppo portare via Superman.
Parte 2: Nei flashback di "Zero Day", il Generale, Waller e le loro forze furono attaccati da un esercito alieno guidato da una figura corazzata simile a Superman nome in codice "Nemesis Omega" prima che un misterioso evento costrinse l'esercito a una ritirata che lasciò la loro tecnologia alle spalle. Nel presente, la Legione Newskid aiuta Lois e Jimmy a cercare Superman mentre il Generale lo interroga per avere informazioni su Zero Day. Dalla reazione angosciata di Superman, il generale dubita del suo legame con esso mentre un Waller scontento aiuta segretamente i prigionieri a fuggire. Un Ivo vendicativo attacca Superman, ma inavvertitamente lo libera. Flip alla fine lo trova e lo porta in salvo. Clark crede di essere stato mandato sulla Terra per distruggerla, ma Lois gli assicura il contrario. Dopo aver appreso che Ivo sta sottraendo la rete elettrica e sta andando su tutte le furie, Lois e Jimmy usano i social media per presentare una petizione ai cittadini di Metropolis affinché spengano la loro elettricità, indebolendo Ivo in modo che Superman possa usare la sua visione a raggi X appena risvegliata per localizzare e rimuovere Ivo. dal suo vestito. Mentre Superman e Lois dichiarano il loro amore, Jimmy trova File X. Per conto di Checkmate, Waller retrocede il generale dalla leadership della Task Force X e gli dà l'ultima invenzione di Ivo, il cannone Omega, con l'ordine di uccidere Superman.

## Hearts of the Fathers
- Diretto da: Jen Bennett
- Scritto da: Serena Wu e Jake Wyatt
- Spettatori (milioni): 0,20[7]
- Codice di produzione: 110[1]

### Trama
Perseguitato dagli incubi sullo Zero Day, Clark giura di fermare qualsiasi invasione. Dopo che Perry ha promosso ufficialmente Clark, Lois e Jimmy ai giornalisti per il loro articolo sulla sconfitta di Ivo, cenano il Ringraziamento con i genitori di Clark. Lois invita anche suo padre, il generale Sam Lane, che non riesce a riconoscere Clark. Quando Jimmy cerca di parlare con Lois e Clark, lascia cadere il File X, rivelando le registrazioni di Supermen a un Clark devastato ed esponendolo alla Kryptonite. Anche la capsula di Clark reagisce, inviando un segnale che provoca un'invasione simile a Zero Day. Mentre Superman e Sam combattono gli invasori, Jimmy deduce che il cristallo ferisce anche loro. Un Superman indebolito prende il cristallo per distruggere la nave madre, fermando l'invasione mentre un ologramma del suo padre biologico lo aiuta a riportarlo sulla Terra. Sam si prepara ad ucciderlo, ma Lois implora per la sua vita e gli ricorda che Superman li aveva salvati, costringendo Sam ad andarsene. A cena, Jimmy rivela di aver venduto il suo canale Flamebird al Daily Planet, diventando milionario. Dall'altra parte dell'universo, Brainiac informa un guerriero kryptoniano corazzato della Terra ribelle come di un nuovo pianeta da conquistare. Il guerriero imperterrito giura che l'umanità si inginocchierà.

## More Things in Heaven and Earth
- Diretto da: Diana Huh
- Scritto da: M. Willis
- Spettatori (milioni): 0,22[8]
- Codice di produzione: 201[1]

### Trama
Mentre Clark fatica a pianificare il perfetto appuntamento di San Valentino con Lois, loro e Jimmy si dirigono agli S.T.A.R. Labs per intervistare Hank Henshaw. Mentre è lì, Jimmy convince l'ex assistente di Ivo, Alex, a trovare un nuovo lavoro dopo che gli è stato negato l'accesso agli S.T.A.R. Labs per il suo coinvolgimento con Ivo. Henshaw dirige il trio nell'Artico per trovare l'astronave scomparsa di Clark. Dopo essere stato separato dal malfunzionamento della tecnologia kryptoniana, Clark incontra un altro ologramma del suo padre biologico Jor-El, ora in grado di parlare inglese, che rivela di più sulle origini di Clark e svelandogli che ha una cugina, Kara, anche lei mandata via da Krypton. Nel frattempo, Lois e Jimmy scoprono che la kryptonite sta influenzando l'astronave mentre Waller, Wilson e l'agente Ethan Avery guidano un distaccamento della Task Force X nel requisire la tecnologia. Superman combatte Avery finché Jor-El non usa il potere dell'astronave per purificare la Kryptonite e convertirla in una fortezza. Prima di spegnersi, Jor-El dice a Superman di trovare una "chiave" per localizzare Kara mentre Lois scopre che Waller sta tenendo prigioniero Sam. 

## Adventures with My Girlfriend
- Diretto da: Kiki Manrique
- Scritto da: Angela Entzminger
- Spettatori (milioni): 0,15[8]
- Codice di produzione: 202[1]

### Trama
Mentre la Task Force X stabilisce una nuova base sotterranea sotto la prigione di Stryker, Waller interroga Sam per ciò che ha appreso su Superman. Nel frattempo, Clark e Lois accettano di aiutare un ragazzo di nome Billy a trovare suo padre, che era imprigionato da Stryker e scomparso dopo aver scoperto una cospirazione. Dopo ulteriori indagini, i due si imbattono nella nuova base della Task Force X. Mentre salvano il padre di Sam e Billy, scoprono che Waller ha rapito prigionieri incapaci di pagare la cauzione per usarli come soggetti di prova per potenziare i suoi agenti prima che vengano attaccati da Waller e dall'agente Joseph Martin. Mentre i Lane evacuano i prigionieri, Superman lotta contro Martin, la cui armatura radioattiva gli consente di aggirare l'invulnerabilità di Superman. Tuttavia, Superman sconfigge Martin, recupera la chiave che Jor-El gli ha chiesto di trovare e si unisce ai Lanes e ai prigionieri prima che Jimmy li salvi. In seguito, Sam accetta di restare con Clark e Jimmy mentre Alex, che ora si fa chiamare Lex Luthor, salva Waller da un Ivo fuggito e si offre di aiutarla.

## Fullmetal Scientist
- Diretto da: Jen Bennett
- Scritto da: Cynthia Furey
- Spettatori (milioni): 0,17[9]
- Codice di produzione: 203[1]

### Trama
Mentre salva lo scienziato AmerTek Silas Stone da un edificio in fiamme, Clark sblocca un altro nuovo potere, un campo di forza "super aura". Dopo che Clark se ne va, tuttavia, Willis minaccia Silas di cancellare da remoto tutti i record di un progetto a cui stava lavorando. Il giorno successivo, Clark fatica a trovare un equilibrio tra lavoro e vita sociale con il suo lavoro come Superman e con il paranoico Sam. Allo stesso tempo, Lois, Vale e il nuovo stagista di Jimmy, Flip, scoprono separatamente un mistero che circonda gli scienziati scomparsi Silas e John Henry Irons, il CEO di AmerTek Thomas Weston e la sua linea di robot Metallo. Mentre Lois e Vale competono per superarsi a vicenda, Superman, Jimmy e Flip individuano Irons, che rivela che Weston ha costretto lui e Silas ad affrettare la produzione sui Metallo e a creare un reattore instabile "Amer-Fusion" per alimentare la struttura di Metropolis di AmerTek prima licenziandoli. Dopo aver respinto Willis, che Weston ha assunto per uccidere Irons e intimidire Silas, Superman e Irons uniscono le forze per fermare Weston prima che distrugga Metropolis, con Irons che usa la sua tuta mech "Steel" per respingere i Metallos. Successivamente, Weston viene arrestato, Vale offre a Lois un lavoro presso la Gotham Gazette e la nuova società di Luthor, LexCorp, acquista AmerTek e confisca la tuta d'acciaio e i Metallo per l'uso della Task Force X.

## Two Lanes Diverged
- Diretto da: Diana Huh
- Scritto da: Sari Cooper
- Spettatori (milioni): 0,18[10]
- Codice di produzione: 204[1]

### Trama
Nei flashback, Sam addestra Lois a trovare la Stella Polare, anche se gradualmente i due si allontanano a causa del suo lavoro militare. Nel presente, Sam teme che Waller lo abbia trovato e parte per un rifugio per prepararsi, ma Lois viene coinvolta contro la sua volontà. Mentre sfuggono agli agenti della Task Force X, che intendono uccidere Sam, i Lanes si riuniscono con un suo vecchio contatto, Winslow Schott, ma lui li tradisce. Per tutto il tempo, i Lane discutono sui metodi di Sam che li separano. Nel frattempo, Jimmy scopre di essere stato invitato a servire come relatore ospite presso un laboratorio S.T.A.R. Simposio ai laboratori e invita Clark. Tuttavia, apprendono che l'argomento è se gli alieni come Superman fanno più male che bene. A complicare le cose, Jimmy discute senza successo contro Luthor riguardo all'affidabilità di Superman e quanto sia potente rispetto all'umanità, tra gli altri punti. Quando la Task Force X e la battaglia dei Lanes li portano al simposio, Superman interviene per aiutare i due a fuggire. Mentre la Task Force X si ritira, Luthor sfrutta le conseguenze per mettere i partecipanti contro Superman. Più tardi quella notte, Clark invia un messaggio a Kara, Sam scompare, Luthor e Waller ottengono il supporto degli S.T.A.R. Labs e il Pentagono e il guerriero kryptoniano si avvicina alla Terra.

## Most Eligible Superman
- Diretto da: Kiki Manrique
- Scritto da: Josie Campbell
- Codice di produzione: 205[1]

### Trama
Perry incarica Clark e Lois di intervistare Superman dopo aver appreso che è stato nominato finalista nel concorso di addio al celibato e nubilato più idoneo di Metropolis. Ignorando gli ordini di Perry, Cat costringe Lois a lasciarla unirsi in modo che possa scoprire l'identità segreta di Superman. Durante il concorso, il collega finalista di Superman, Silver St. Cloud, sviluppa un interesse per lui mentre Cat respinge l'affermazione di Lois secondo cui sta uscendo con Superman, facendole dubitare della sua relazione con lui. Nel frattempo, Jimmy fatica a decidere come scusarsi con Clark dopo quello che è successo al simposio. Lungo la strada incontra Kara, che è venuta a Metropolis per cercare sua cugina. Dopo che Jimmy si offre di aiutarla, si legano durante il tour di Metropolis prima di dirigersi finalmente al concorso, dove Jimmy scopre che Kara stava cercando Superman, che viene nominato vincitore. Vedendo Lois andarsene, cerca di riconciliarsi con lei, ma lei rivela il suo stress per la scomparsa di Sam, l'offerta di Vale e la loro relazione logora. All'improvviso, Kara assume una forma corazzata e attacca Superman, credendo che non sia idoneo a unirsi all'Impero kryptoniano. Nonostante Superman abbia sbloccato il potere del soffio di ghiaccio nel combattimento successivo, Kara lo sconfigge e lo cattura su ordine di Brainiac.

## The Machine Who Would Be Empire
- Diretto da: Jen Bennett
- Scritto da: M. Willis
- Codice di produzione: 206[1]

### Trama
Superman tenta di fuggire finché Kara non afferma che ci sono altri kryptoniani viventi. Utilizzando un dispositivo di proiezione del pensiero, spiega che prima della caduta di Krypton, era la società più avanzata della galassia e invitava i pianeti meno fortunati a condividere la loro utopia. Tenta di spiegare perché non può conquistare la Terra, ma lei si chiede perché si limiti agli umani. Dopo essersi imbattuto nella sua collezione segreta di cimeli alieni, le chiede di mostrarle un pianeta conquistato dall'Impero Kryptoniano. Lo porta a Thanagar, ma lo trovano in rovina, costringendo Kara a mettere brevemente in dubbio le intenzioni di Brainiac prima che i suoi robot portino lei e Superman alla sua base Kandor. Mandando via Kara, Brainiac rivela di essere un guerrafondaio disposto a uccidere coloro che rifiutano il dominio kryptoniano prima di detenere Superman e fare il lavaggio del cervello a Kara per avergli disobbedito. Tuttavia, i cimeli di Kara la aiutano a ricordare i suoi dubbi nei confronti di Brainiac e la distruzione lasciata dall'Impero kryptoniano. Mentre cerca di determinare cosa fare dopo, incontra un'astronave pilotata da Jimmy, Lois, Mallah e Brain.

## Olsen's Eleven
- Diretto da: Diana Huh
- Scritto da: Paul Chang, M. Willis, Angela Entzminger e Cynthia Furey
- Spettatori (milioni): 0,18[11]
- Codice di produzione: 207[1]

### Trama
Dopo la battaglia tra Superman e Kara, Waller annuncia la formazione dell'Human Defense Corps (HDC) e pone Metropolis sotto legge marziale in preparazione di un'imminente invasione aliena. Nel frattempo, Jimmy e Lois progettano di entrare nei laboratori S.T.A.R. e rubare un'astronave sperimentale in modo da poter trovare Superman. Per aiutarli, assumono Willis, che accetta nonostante le apparenti proteste della sua ragazza Heat Wave, e reclutano Mallah e Brain, che erano tornati a causa di problemi con i loro doppelganger multiversali. A complicare le cose, Jimmy scopre che Lois intende usare il suo campione di Kryptonite su Kara. Inoltre, la sicurezza si rivela più stretta del previsto perché Waller e Wilson sorvegliano Luthor mentre potenzia i Metallos con nuclei di potenza di Kryptonite. Scoprendo rapidamente la loro presenza, Waller invia Wilson a catturare il gruppo di Lois e Jimmy. Nonostante il caos di evasione dalla Task Force X, Mallah e Brain lanciano con successo la navicella spaziale mentre Willis e Heat Wave, che stavano mettendo in atto un piano separato, respingono i Metallos per assicurare la fuga del gruppo. Mentre Waller ritiene che il lavoro di Luthor abbia avuto successo e gli assegna più risorse, Mallah e Brain usano un dispositivo portale di nuova costruzione per inviare loro, Lois e Jimmy nello spazio profondo, dove incontrano Kara.

## The Death of Clark Kent
- Diretto da: Kiki Manrique
- Scritto da: Angela Entzminger
- Codice di produzione: 208[1]

### Trama
Brainiac usa il dispositivo "Black Mercy" per invadere e manipolare i ricordi di Superman, con l'intenzione di trasferire la sua IA nel corpo di quest'ultimo prima che Kandor crolli. Nonostante i suoi sforzi, Superman non riesce a impedire a Brainiac di scoprire di Lois e Jimmy, usando la sua connessione con loro contro di lui e alla fine intrappolando la sua mente in una simulazione della sua famiglia di nascita e di un Krypton restaurato. Nel frattempo, Kara e Jimmy si riuniscono prima che loro e Lois escogitino un piano per salvare Superman. Mentre Mallah e Brain rimangono indietro per riparare l'astronave, Jimmy e Lois si infiltrano a Kandor mentre Kara cerca di ragionare con Brainiac. Frustrato dalla sua presunta ribellione, Brainiac conferma di averle fatto il lavaggio del cervello per servire i suoi interessi. Kara danneggia il suo corpo attuale, ma Brainiac possiede con successo il corpo di Superman. Jimmy cerca di usare la Kryptonite su Brainiac, ma lui espelle lui, Lois e Kara nello spazio prima di teletrasportare via Kandor. Dopo che Mallah e Brain salvano il trio, Lois rivela di aver rubato la Black Mercy e di usarla su se stessa nel tentativo di salvare Superman.

## Pierce the Heavens, Superman!
- Diretto da: Jen Bennett
- Scritto da: Jake Wyatt
- Spettatori (milioni): 0,16[11]
- Codice di produzione: 209[1]

### Trama
Mentre Kara e Jimmy tornano sulla Terra per fermare Brainiac, Jimmy tenta di avvertire Metropolis. Sebbene la coppia sia separata da Mallah e Brain e arrestata dalla Task Force X, vengono salvati dallo staff del Daily Planet e da Vale. Con le probabilità contro di loro, Kara inizia a perdere la speranza, ma Lombard e Jimmy la aiutano a scegliere chi vuole essere come ha fatto Clark. Mentre Brainiac lancia la sua invasione della Terra, Kara cerca di fermarlo, ma lui sopraffà lei e la Task Force X. Nel frattempo, Lois entra con successo nella simulazione in cui è intrappolato Clark, ma viene catturata da Jor-El e sua moglie Lara, che sanno che non appartiene a quel posto e tentano di eliminarla perché la Black Mercy non è in grado di supportare più menti contemporaneamente. Tuttavia, la simulazione si ripristina ogni volta che lo fanno. Nel corso di diversi ripristini, gradualmente si avvicina e si riconcilia con Clark prima che uniscano le forze per distruggere la simulazione. Costretto a tornare nel suo corpo precedente, Brainiac si vendica hackerando i Metallos per sconfiggere Kara e ottenere un Superman restaurato, mentre tenta di usare Kandor per distruggere Metropolis.

## My Adventures with Supergirl
- Diretto da: Diana Huh
- Scritto da: Josie Campbell, Brendan Clogher e Jake Wyatt
- Codice di produzione: 210[1]

### Trama
Mentre l'HDC non riesce a distruggere Kandor e Luthor fugge, Waller non riesce a raggiungere Henshaw o i suoi agenti. Tuttavia, continua a combattere e si riunisce a Sam, che ha reclutato degli alleati per aiutarli. Nel frattempo, Superman e Kara si riprendono e ricevono aiuto da Willis, Heat Wave e Intergang per raggiungere Kandor e affrontare Brainiac, che rivela di aver distrutto Krypton di fronte ai colloqui di pace che avrebbero portato al suo spegnimento, e tenta di fare di nuovo il lavaggio del cervello a Kara. Contemporaneamente, lo staff del Daily Planet si riunisce con Irons prima che Lois e Jimmy aiutino a spezzare il controllo di Brainiac su Kara. Mentre lei e Superman allontanano Kandor dalla Terra, usano i raggi del sole per rafforzarsi e distruggere Kandor prima che Kara distrugga il corpo di Brainiac e recuperi il suo nucleo. In seguito, Jonathan e Martha incontrano Kara, Mallah e Brain ricostruiscono Cadmus con l'aiuto di Kara e Jimmy, Luthor stabilisce il quartier generale della LexCorp e assume Wilson, Waller diventa un fuggitivo, Lois rifiuta l'offerta di Vale e Kara si unisce a Clark, Lois e Jimmy per proteggere Metropolis.